# Can Rumbà
Can Rumbà és una obra del municipi d'Òdena (Anoia) inclosa en l'Inventari del Patrimoni Arquitectònic de Catalunya.

## Descripció
Es tracta d'una masia que queda tancada per un pati al davant de la façana principal. Consta d'una planta rectangular amb planta baixa, pis i golfes. Té un cos maclat a la façana principal el qual hi ha desfigurat en bona part la porta d'entrada. Aquesta és d'arc de mig punt amb grans dovelles on s'hi ha inscrit la data en la clau i a banda i banda una mateixa decoració de formes geomètriques amb estrelles dins de cercles i creus. A la planta baixa, a d'interior hi ha l'entrada amb sostre d'embigat, el celler, estable i cuina. Totes les llindes brancals són de pedra. Al pis hi ha una sala central amb paviment de terratzo i una de les obertures té una gran llinda de pedra amb decoració semblant a la de la porta d'entrada. En el cos maclat hi ha un habitatge recent al pis un habitatge i a la planta baixa un antic forn de pa.

## Història
En un cap breu s'anomena Rumbà el 1450.
A la porta d'entrada de la casa hi ha la data del 1500.
En un mur a la part exterior de la masia s'hi veuen dos carreus inscrits: 1783 A.M E.M 1870.
El mas està documentat des del s. XV, però existent amb anterioritat. Altres noms que ha tingut en el decurs de la seva història són: Mas Arlomba (segles XV, XVI, XVII), i Mas Rumbà a partir del segle xviii.
L'explotació o finca de Can Rumbà estava dividida per germania, i al llarg del segle xv van ser dos masos: l'Arlomba Sobirà i l'Arlomba Jussà. L'any 1403 van ser capbrevats pels germans Antoni Arlomba i Maria Arlomba, respectivament. A finals del mateix segle arriben els Mussons a la propietat del Mas. Antoni Mussons rep els establiments de l'Arlomba Sobirà i Mas Puigbufer i, Miquel Mussons, fill, rep l'establiment a principis del segle xvi de l'Arlomba Jussà. A partir d'aquest moment s'uneixen en un de sol, i serà el mas Arlomba. A partir del segle xviii, el Mas passarà a dir-se Rumbà.
L'any 1603, el propietari, Valentí Mussons, decideix edificar un nou Mas. Els mestres de cases seran Pere Cosiner, Francesc Coratge i Martí Lleonart, tots occitans; i el cost de l'obra fou de 130 lliures. La nova edificació va tenir les característiques següents:
- Casa de quadre, de 8 canes i mitja per 5 canes d'alçada.
- Portal major, rodó i de pedra picada.
- Planta baixa: cuina, celler, establia, pastador, i escala.
- Primera planta: sala i vuit cambres.
- Dues finestres grans de pedra picada de 7 pams d'amplada i una finestra xica de 5 pams d'amplada.
- Escala de pedra picada d'amplada 1 cana.
- La sala no ha de tenir tinell, però sí aigüera. Una aigüera a la cuina i forn de pastar.

El 1726 estava en mans de Josep Portals, marit de Maria Mussons, pubilla.